# Keasey
Keasey az Amerikai Egyesült Államok északnyugati részén, Oregon állam Columbia megyéjében elhelyezkedő önkormányzat nélküli település.
Névadója Eden W. Keasey telepes, az 1890. augusztus 5-e és 1955 között működő posta első vezetője. Az eredeti településből a Portland, Astoria & Pacific Railroad felszámolása miatt semmi sem maradt fenn.

## Fordítás
- Ez a szócikk részben vagy egészben  a   Keasey, Oregon című angol Wikipédia-szócikk ezen változatának fordításán alapul.  Az eredeti cikk szerkesztőit annak laptörténete sorolja fel. Ez a jelzés csupán a megfogalmazás eredetét és a szerzői jogokat jelzi, nem szolgál a cikkben szereplő információk forrásmegjelöléseként.